# فهرست پرجمعیت‌ترین شهرستان‌های ایالات متحده آمریکا

نقشه‌ای از شهرستان‌های ایالات متحده آمریکا. بر اساس نتایج سرشماری ۲۰۱۰ ایالات متحده آمریکا ۱۰۰ شهرستان پرجمعیت برجسته شده است. شهرستان‌های دارای بیش از یک میلیون نفر با رنگ نارنجی و مناطق دارای کمتر از یک میلیون با رنگ سبز مشخص شده‌اند.

این یک فهرست از شهرستان‌های ایالات متحده آمریکا با بیش از ۱۰۰٬۰۰۰ نفر جمعیت بر اساس سرشماری ۲۰۱۰ ایالات متحده آمریکا می‌باشد که پس از اواسط سال ۲۰۱۰ و اواسط سال ۲۰۱۸ به صورت رسمی توسط اداره آمار ایالات متحده آمریکا تخمین زده شده و منتشر شده است.

بسیاری از شهرستان‌های موجود در این فهرست شامل شهرهای بزرگ مناطق شهری هستند.

## فهرست
این فهرست مناطق پرجمعیت ایالات متحده را بر اساس برآورد رسمی اداره آمار ایالات متحده آمریکا در اواسط سال ۲۰۱۸ مرتب کرده است:
| رتبه | شهرستان          | ایالت            | مساحت زمینی (کیلومترمربع) | مساحت زمینی (مایل مربع) | ۱ آوریل ۲۰۱۰ سرشماری | ۱ ژوئیه ۲۰۱۸ تخمین رسمی | اواسط ۲۰۱۰ اواسط اواسط ۲۰۱۸ تغییر (قطعی) | اواسط ۲۰۱۰ تا اواسط ۲۰۱۸ تغییر (%) | مرکز شهرستان            |
| ---- | ---------------- | ---------------- | ------------------------- | ----------------------- | -------------------- | ----------------------- | ---------------------------------------- | ---------------------------------- | ----------------------- |
| ۱    | لس‌آنجلس          | کالیفرنیا        | ۱۰٬۵۰۹٫۸۷                 | ۴٬۰۵۷٫۸۸                | ۹٬۸۱۸٬۶۰۵            | ۱۰٬۱۰۵٬۵۱۸              | ۳۴۴٬۹۰۲                                  | ۳٫۵۱                               | لس آنجلس                |
| ۲    | کوک              | ایلینوی          | ۲٬۴۴۸٫۳۸                  | ۹۴۵٫۳۳                  | ۵٬۱۹۴٬۶۷۵            | ۵٬۱۸۰٬۴۹۳               | -۱۶٬۵۸۸                                  | -۰٫۳۲                              | شیکاگو                  |
| ۳    | هریس             | تگزاس            | ۴٬۴۱۱٫۹۹                  | ۱٬۷۰۳٫۴۸                | ۴٬۰۹۲٬۴۵۹            | ۴٬۶۹۸٬۶۱۹               | ۵۶۰٬۵۲۱                                  | ۱۳٫۷۰                              | هیوستون                 |
| ۴    | مریکوپا          | آریزونا          | ۲۳٬۸۲۸٫۲۶                 | ۹٬۲۰۰٫۱۴                | ۳٬۸۱۷٬۱۱۷            | ۴٬۴۱۰٬۸۲۴               | ۴۸۹٬۹۱۶                                  | ۱۲٫۸۳                              | فینیکس                  |
| ۵    | سن دیگو          | کالیفرنیا        | ۱۰٬۸۹۵٫۱۲                 | ۴٬۲۰۶٫۶۳                | ۳٬۰۹۵٬۳۱۳            | ۳٬۳۴۳٬۳۶۴               | ۲۴۲٬۳۷۲                                  | ۷٫۸۳                               | سن دیگو                 |
| ۶    | اورنج            | کالیفرنیا        | ۲٬۰۴۷٫۵۶                  | ۷۹۰٫۵۷                  | ۳٬۰۱۰٬۲۳۲            | ۳٬۱۸۵٬۹۶۸               | ۱۸۰٬۱۶۸                                  | ۵٫۹۹                               | سانتا آنا               |
| ۷    | میامی-دید        | فلوریدا          | ۴٬۹۱۵٫۰۶                  | ۱٬۸۹۷٫۷۲                | ۲٬۴۹۶٬۴۳۵            | ۲٬۷۶۱٬۵۸۱               | ۲۵۵٬۳۶۱                                  | ۱۰٫۲۳                              | میامی                   |
| ۸    | دالاس            | تگزاس            | ۲٬۲۵۶٫۶۰                  | ۸۷۱٫۲۸                  | ۲٬۳۶۸٬۱۳۹            | ۲٬۶۳۷٬۷۷۲               | ۲۵۰٬۰۰۹                                  | ۱۰٫۵۶                              | دالاس                   |
| ۹    | بروکلین          | نیویورک          | ۱۸۳٫۴۱                    | ۷۰٫۸۲                   | ۲٬۵۰۴٬۷۰۰            | ۲٬۵۸۲٬۸۳۰               | ۱۴۴٬۰۷۱                                  | ۵٫۷۵                               | بروکلین، نیویورک        |
| ۱۰   | ریورساید         | کالیفرنیا        | ۱۸٬۶۶۴٫۷۰                 | ۷٬۲۰۶٫۴۸                | ۲٬۱۸۹٬۶۴۱            | ۲٬۴۵۰٬۷۵۸               | ۲۳۳٬۶۲۵                                  | ۱۰٫۶۷                              | ریورساید                |
| ۱۱   | کویینز           | نیویورک          | ۲۸۱٫۱۰                    | ۱۰۸٫۵۳                  | ۲٬۲۳۰٬۷۲۲            | ۲٬۲۷۸٬۹۰۶               | ۱۲۷٬۸۶۰                                  | ۵٫۷۳                               | کویینز، نیویورک         |
| ۱۲   | کینگ             | واشینگتن         | ۵٬۴۷۹٫۲۹                  | ۲٬۱۱۵٫۵۷                | ۱٬۹۳۱٬۲۴۹            | ۲٬۲۳۳٬۱۶۳               | ۲۵۷٬۴۰۰                                  | ۱۳٫۳۳                              | سیاتل                   |
| ۱۳   | کلارک            | نوادا            | ۲۰٬۴۳۸٫۷۱                 | ۷٬۸۹۱٫۴۳                | ۱٬۹۵۱٬۲۶۹            | ۲٬۲۳۱٬۶۴۷               | ۲۵۲٬۸۱۰                                  | ۱۲٫۹۶                              | لاس وگاس                |
| ۱۴   | سن برناردینو     | کالیفرنیا        | ۵۱٬۹۴۷٫۲۳                 | ۲۰٬۰۵۶٫۹۴               | ۲٬۰۳۵٬۲۱۰            | ۲٬۱۷۱٬۶۰۳               | ۱۲۲٬۱۹۴                                  | ۶٫۰۰                               | سن برناردینو            |
| ۱۵   | تارانت           | تگزاس            | ۲٬۲۳۶٫۷۴                  | ۸۶۳٫۶۱                  | ۱٬۸۰۹٬۰۳۴            | ۲٬۰۸۴٬۹۳۱               | ۲۴۵٬۴۴۱                                  | ۱۳٫۵۷                              | فورت وورث               |
| ۱۶   | بیر              | تگزاس            | ۳٬۲۱۱٫۱۲                  | ۱٬۲۳۹٫۸۲                | ۱٬۷۱۴٬۷۷۳            | ۱٬۹۸۶٬۰۴۹               | ۲۴۳٬۸۰۵                                  | ۱۴٫۲۲                              | سن آنتونیو              |
| ۱۷   | براوارد          | فلوریدا          | ۳٬۱۳۳٫۳۳                  | ۱٬۲۰۹٫۷۹                | ۱٬۷۴۸٬۰۶۶            | ۱٬۹۵۱٬۲۶۰               | ۲۴۳٬۸۰۵                                  | ۱۴٫۲۲                              | فورت لادردیل            |
| ۱۸   | سانتا کلارا      | کالیفرنیا        | ۳٬۳۴۱٫۳۴                  | ۱٬۲۹۰٫۱۰                | ۱٬۷۸۱٬۶۴۲            | ۱٬۹۳۷٬۵۷۰               | ۱۵۶٬۵۱۱                                  | ۸٫۷۸                               | سن خوزه                 |
| ۱۹   | وین              | میشیگان          | ۱٬۵۸۵٫۲۸                  | ۶۱۲٫۰۸                  | ۱٬۸۲۰٬۵۸۴            | ۱٬۷۵۳٬۸۹۳               | -۶۶٬۹۶۸                                  | -۳٫۶۸                              | دیترویت                 |
| ۲۰   | آلامدا           | کالیفرنیا        | ۱٬۹۱۴٫۰۵                  | ۷۳۹٫۰۲                  | ۱٬۵۱۰٬۲۷۱            | ۱٬۶۶۶٬۷۵۳               | ۱۵۲٬۹۱۹                                  | ۱۰٫۱۳                              | اوکلند                  |
| ۲۱   | منهتن            | نیویورک          | ۵۹٫۱۳                     | ۲۲٫۸۳                   | ۱٬۵۸۵٬۸۷۳            | ۱٬۶۲۸٬۷۰۱               | ۷۸٬۸۵۴                                   | ۴٫۹۷                               | منهتن, نیویورک          |
| ۲۲   | میدلسکس          | ماساچوست         | ۲٬۱۱۸٫۱۴                  | ۸۱۷٫۸۲                  | ۱٬۵۰۳٬۰۸۵            | ۱٬۶۱۴٬۷۱۴               | ۹۹٬۸۶۲                                   | ۶٫۶۴                               | لوول و کمبریج           |
| ۲۳   | فیلادلفیا        | پنسیلوانیا       | ۳۴۷٫۳۲                    | ۱۳۴٫۱۰                  | ۱٬۵۲۶٬۰۰۶            | ۱٬۵۸۴٬۱۳۸               | ۵۴٬۸۵۷                                   | ۳٫۵۹                               | فیلادلفیا               |
| ۲۴   | ساکرامنتو        | کالیفرنیا        | ۲٬۴۹۸٫۴۲                  | ۹۶۴٫۶۴                  | ۱٬۴۱۸٬۷۸۸            | ۱٬۵۴۰٬۹۷۵               | ۱۱۱٬۸۲۷                                  | ۷٫۸۸                               | ساکرامنتو               |
| ۲۵   | پام بیچ          | فلوریدا          | ۵٬۱۰۱٫۶۶                  | ۱٬۹۶۹٫۷۶                | ۱٬۳۲۰٬۱۳۴            | ۱٬۴۸۵٬۹۴۱               | ۱۵۱٬۰۱۶                                  | ۱۱٫۴۴                              | وست پام بیچ             |
| ۲۶   | سافک             | نیویورک          | ۲٬۳۶۲٫۲۰                  | ۹۱۲٫۰۵                  | ۱٬۴۹۳٬۳۵۰            | ۱٬۴۸۱٬۰۹۳               | -۳۹۷                                     | -۰٫۰۳                              | ریورهد                  |
| ۲۷   | هیلزبرو          | فلوریدا          | ۲٬۶۴۲٫۳۴                  | ۱٬۰۲۰٫۲۱                | ۱٬۲۲۹٬۲۲۶            | ۱٬۴۳۶٬۸۸۸               | ۱۷۹٬۳۴۰                                  | ۱۴٫۵۹                              | تمپا                    |
| ۲۸   | برانکس           | نیویورک          | ۱۰۹٫۰۳                    | ۴۲٫۱۰                   | ۱٬۳۸۵٬۱۰۸            | ۱٬۴۳۲٬۱۳۲               | ۸۶٬۵۰۲                                   | ۶٫۲۱                               | برانکس, نیویورک         |
| ۲۹   | نساو             | نیویورک          | ۷۳۷٫۴۱                    | ۲۸۴٫۷۲                  | ۱٬۳۳۹٬۵۳۲            | ۱٬۳۵۸٬۳۴۳               | ۲۹٬۹۸۲                                   | ۲٫۲۴                               | مینولا                  |
| ۳۰   | اورنج            | فلوریدا          | ۲٬۳۳۹٫۸۷                  | ۹۰۳٫۴۳                  | ۱٬۱۴۵٬۹۵۶            | ۱٬۳۴۸٬۹۷۵               | ۲۰۳٬۰۱۹                                  | ۱۷٫۷۲                              | اورلندو                 |
| ۳۱   | فرانکلین         | اوهایو           | ۱٬۳۷۸٫۳۶                  | ۵۳۲٫۱۹                  | ۱٬۱۶۳٬۴۱۴            | ۱٬۳۱۰٬۳۰۰               | ۱۲۸٬۵۶۷                                  | ۱۱٫۰۵                              | کلمبوس                  |
| ۳۲   | هنپین            | مینه‌سوتا         | ۱٬۴۳۳٫۷۹                  | ۵۵۳٫۵۹                  | ۱٬۱۵۲٬۴۲۵            | ۱٬۲۵۹٬۴۲۸               | ۹۹٬۵۹۹                                   | ۸٫۶۴                               | مینیاپولیس              |
| ۳۳   | اوکلاند          | میشیگان          | ۲٬۲۴۷٫۲۴                  | ۸۶۷٫۶۶                  | ۱٬۲۰۲٬۳۶۲            | ۱٬۲۵۹٬۲۰۱               | ۴۸٬۴۷۴                                   | ۴٫۰۳                               | پونتیاک                 |
| ۳۴   | تراویس           | تگزاس            | ۲٬۵۶۴٫۶۱                  | ۹۹۰٫۲۰                  | ۱٬۰۲۴٬۲۶۶            | ۱٬۲۴۸٬۷۴۳               | ۲۰۲٬۴۳۲                                  | ۱۹٫۷۶                              | آستین                   |
| ۳۵   | کویاهوگا         | اوهایو           | ۱٬۱۸۴٫۱۲                  | ۴۵۷٫۱۹                  | ۱٬۲۸۰٬۱۲۲            | ۱٬۲۴۳٬۸۵۷               | -۳۱٬۶۰۸                                  | -۲٫۴۷                              | کلیولند                 |
| ۳۶   | الگینی           | پنسیلوانیا       | ۱٬۸۹۰٫۸۸                  | ۷۳۰٫۰۷                  | ۱٬۲۲۳٬۳۴۸            | ۱٬۲۱۸٬۴۵۲               | -۳۰۰                                     | -۰٫۰۲                              | پیتسبرگ                 |
| ۳۷   | سالت‌لیک          | یوتا             | ۱٬۹۲۲٫۵۰                  | ۷۴۲٫۲۸                  | ۱٬۰۲۹٬۶۵۵            | ۱٬۱۵۲٬۶۳۳               | ۱۰۵٬۹۹۴                                  | ۱۰٫۲۹                              | سالت‌لیک‌سیتی             |
| ۳۸   | فرفکس            | ویرجینیا         | ۱٬۰۱۲٫۶۰                  | ۳۹۰٫۹۷                  | ۱٬۰۸۱٬۷۲۶            | ۱٬۱۵۰٬۷۹۵               | ۶۶٬۷۰۷                                   | ۶٫۱۷                               | فرفکس                   |
| ۳۹   | کنترا کوستا      | کالیفرنیا        | ۱٬۸۵۴٫۲۷                  | ۷۱۵٫۹۴                  | ۱٬۰۴۹٬۰۲۵            | ۱٬۱۵۰٬۲۱۵               | ۹۸٬۴۱۴                                   | ۹٫۳۸                               | مارتینز                 |
| ۴۰   | مکلنبرگ          | کارولینای شمالی  | ۱٬۳۵۶٫۷۵                  | ۵۲۳٫۸۴                  | ۹۱۹٬۶۲۸              | ۱٬۰۹۳٬۹۰۱               | ۱۵۷٬۲۰۹                                  | ۱۷٫۰۹                              | شارلوت                  |
| ۴۱   | ویک              | کارولینای شمالی  | ۲٬۱۶۳٫۲۱                  | ۸۳۵٫۲۲                  | ۹۰۰٬۹۹۳              | ۱٬۰۹۲٬۳۰۵               | ۱۷۱٬۲۱۰                                  | ۱۹٫۰۰                              | رالی                    |
| ۴۲   | مونتگومری        | مریلند           | ۱٬۲۷۲٫۳۴                  | ۴۹۱٫۲۵                  | ۹۷۱٬۷۷۷              | ۱٬۰۵۲٬۵۶۷               | ۸۷٬۰۳۳                                   | ۸٫۹۶                               | راکویل                  |
| ۴۳   | فولتن            | جورجیا           | ۱٬۳۶۳٫۹۸                  | ۵۲۶٫۶۳                  | ۹۲۰٬۵۸۱              | ۱٬۰۵۰٬۱۱۴               | ۱۲۰٬۸۴۲                                  | ۱۳٫۱۳                              | آتلانتا                 |
| ۴۴   | پیما             | آریزونا          | ۲۳٬۷۹۴٫۳۱                 | ۹٬۱۸۷٫۰۴                | ۹۸۰٬۲۶۳              | ۱٬۰۳۹٬۰۷۳               | ۴۲٬۵۰۶                                   | ۴٫۳۴                               | توسان                   |
| ۴۵   | کالین            | تگزاس            | ۲٬۱۷۸٫۷۶                  | ۸۴۱٫۲۲                  | ۷۸۲٬۳۴۱              | ۱٬۰۰۵٬۱۴۶               | ۱۸۷٬۲۶۲                                  | ۲۳٫۹۴                              | مک‌کینی                  |
| ۴۶   | سنت لوئیس        | میزوری           | ۱٬۳۱۵٫۲۰                  | ۵۰۷٫۸۰                  | ۹۹۸٬۹۵۴              | ۹۹۶٬۹۴۵                 | -۲٬۲۲۸                                   | -۰٫۲۲                              | کلیتون                  |
| ۴۷   | فرسنو            | کالیفرنیا        | ۱۵٬۴۳۱٫۱۳                 | ۵٬۹۵۷٫۹۹                | ۹۳۰٬۴۵۰              | ۹۹۴٬۴۰۰                 | ۵۸٬۸۰۵                                   | ۶٫۳۲                               | فرزنو                   |
| ۴۸   | هونولولو         | هاوایی           | ۱٬۵۵۵٫۹۲                  | ۶۰۰٫۷۴                  | ۹۵۳٬۲۰۷              | ۹۸۰٬۰۸۰                 | ۳۵٬۴۴۳                                   | ۳٫۷۲                               | هونولولو                |
| ۴۹   | پاینلاس          | فلوریدا          | ۷۰۹٫۱۴                    | ۲۷۳٫۸۰                  | ۹۱۶٬۵۴۲              | ۹۷۵٬۲۸۰                 | ۵۴٬۰۹۵                                   | ۵٫۹۰                               | کلیرواتر                |
| ۵۰   | وستچستر          | نیویورک          | ۱٬۱۱۴٫۹۸                  | ۴۳۰٫۵۰                  | ۹۴۹٬۱۱۳              | ۹۶۷٬۶۱۲                 | ۳۱٬۱۳۱                                   | ۳٫۲۸                               | وایت پلینز              |
| ۵۱   | ماریون           | ایندیانا         | ۱٬۰۲۶٫۴۱                  | ۳۹۶٫۳۰                  | ۹۰۳٬۳۹۳              | ۹۵۴٬۶۷۰                 | ۴۶٬۶۸۹                                   | ۵٫۱۷                               | ایندیاناپلیس            |
| ۵۲   | دووال            | فلوریدا          | ۱٬۹۷۴٫۰۷                  | ۷۶۲٫۱۹                  | ۸۶۴٬۲۶۳              | ۹۵۰٬۱۸۱                 | ۷۳٬۷۶۱                                   | ۸٫۵۲                               | جکسون‌ویل                |
| ۵۳   | میلواکی          | ویسکانسین        | ۶۲۵٫۲۳                    | ۲۴۱٫۴۰                  | ۹۴۷٬۷۳۵              | ۹۴۸٬۲۰۱                 | ۴٬۳۵۰                                    | ۰٫۴۶                               | میلواکی                 |
| ۵۴   | فیرفیلد          | کنتیکت           | ۱٬۶۱۸٫۴۶                  | ۶۲۴٫۸۹                  | ۹۱۶٬۸۲۹              | ۹۴۳٬۸۲۳                 | ۳۳٬۰۹۱                                   | ۳٫۶۱                               | بریجپورت                |
| ۵۵   | برگن             | نیوجرسی          | ۶۰۳٫۴۹                    | ۲۳۳٫۰۱                  | ۹۰۵٬۱۱۶              | ۹۳۶٬۶۹۲                 | ۴۳٬۲۹۰                                   | ۴٫۷۸                               | هکنساک                  |
| ۵۶   | شلبی             | تنسی             | ۱٬۹۷۶٫۶۱                  | ۷۶۳٫۱۷                  | ۹۲۷٬۶۴۴              | ۹۳۵٬۷۶۴                 | ۹٬۳۱۷                                    | ۱٫۰۰                               | ممفیس                   |
| ۵۷   | دوپیج            | ایلینوی          | ۸۴۸٫۲۲                    | ۳۲۷٫۵۰                  | ۹۱۶٬۹۲۴              | ۹۲۸٬۵۸۹                 | ۱۳٬۲۰۴                                   | ۱٫۴۴                               | وئاتون                  |
| ۵۸   | گوینت            | جورجیا           | ۱٬۱۱۴٫۶۹                  | ۴۳۰٫۳۸                  | ۸۰۵٬۳۲۱              | ۹۲۷٬۷۸۱                 | ۱۱۴٬۹۳۹                                  | ۱۴٫۲۷                              | لارنسویل                |
| ۵۹   | ایری             | نیویورک          | ۲٬۷۰۰٫۵۶                  | ۱٬۰۴۲٫۶۹                | ۹۱۹٬۰۴۰              | ۹۱۹٬۷۱۹                 | ۶٬۴۸۸                                    | ۰٫۷۱                               | بافلو                   |
| ۶۰   | پرنس جرج         | مریلند           | ۱٬۲۵۰٫۱۶                  | ۴۸۲٫۶۹                  | ۸۶۳٬۴۲۰              | ۹۰۹٬۳۰۸                 | ۴۹٬۲۲۶                                   | ۵٫۷۱                               | آپر مارلوو              |
| ۶۱   | کرن              | کالیفرنیا        | ۲۱٬۰۶۱٫۵۷                 | ۸٬۱۳۱٫۹۲                | ۸۳۹٬۶۳۱              | ۸۹۶٬۷۶۴                 | ۵۳٬۴۸۸                                   | ۶٫۳۷                               | بیکرزفیلد               |
| ۶۲   | هارتفورد         | کنتیکت           | ۱٬۹۰۳٫۸۹                  | ۷۳۵٫۱۰                  | ۸۹۴٬۰۱۴              | ۸۹۲٬۶۹۷                 | ۱٬۳۷۴                                    | ۰٫۱۵                               | هارتفورد                |
| ۶۳   | پیرس             | واشینگتن         | ۴٬۳۲۴٫۰۱                  | ۱٬۶۶۹٫۵۱                | ۷۹۵٬۲۲۵              | ۸۹۱٬۲۹۹                 | ۸۱٬۵۳۹                                   | ۱۰٫۲۵                              | تاکوما                  |
| ۶۴   | سان فرانسیسکو    | کالیفرنیا        | ۱۲۱٫۴۰                    | ۴۶٫۸۷                   | ۸۰۵٬۲۳۵              | ۸۸۳٬۳۰۵                 | ۷۹٬۱۲۸                                   | ۹٫۸۳                               | سان فرانسیسکو           |
| ۶۵   | مکمب             | میشیگان          | ۱٬۲۴۱٫۱۸                  | ۴۷۹٫۲۲                  | ۸۴۰٬۹۷۸              | ۸۷۴٬۷۵۹                 | ۳۰٬۳۹۷                                   | ۳٫۶۱                               | مونت‌کلمنز               |
| ۶۶   | ایدالگو          | تگزاس            | ۴٬۰۶۸٫۵۲                  | ۱٬۵۷۰٫۸۷                | ۷۷۴٬۷۶۹              | ۸۶۵٬۹۳۹                 | ۸۵٬۸۹۲                                   | ۱۱٫۰۹                              | ادینبرگ                 |
| 67   | دنتون            | تگزاس            | ۲٬۲۷۵٫۱۳                  | ۸۷۸٫۴۳                  | ۶۶۲٬۶۱۴              | ۸۵۹٬۰۶۴                 | ۱۷۳٬۵۹۶                                  | ۲۶٫۲۰                              | دنتون                   |
| ۶۸   | نیو هیون         | کنتیکت           | ۱٬۵۶۵٫۶۶                  | ۶۰۴٫۵۱                  | ۸۶۲٬۴۷۷              | ۸۵۷٬۶۲۰                 | -۲٬۰۴۲                                   | -۰٫۲۴                              | نیوهیون                 |
| ۶۹   | ونچورا           | کالیفرنیا        | ۴٬۷۷۳٫۶۹                  | ۱٬۸۴۳٫۱۳                | ۸۲۳٬۳۱۸              | ۸۵۰٬۹۶۷                 | ۳۰٬۹۰۵                                   | ۳٫۷۵                               | ونتورا                  |
| ۷۰   | ال پاسو          | تگزاس            | ۲٬۶۲۲٫۸۶                  | ۱٬۰۱۲٫۶۹                | ۸۰۰٬۶۴۷              | ۸۴۰٬۷۵۸                 | ۳۹٬۷۶۳                                   | ۴٫۹۷                               | ال‌پاسو                  |
| ۷۱   | ووستر            | ماساچوست         | ۳٬۹۱۲٫۸۸                  | ۱٬۵۱۰٫۷۷                | ۷۹۸٬۵۵۲              | ۸۳۰٬۸۳۹                 | ۲۷٬۵۶۴                                   | ۳٫۴۵                               | ووستر                   |
| ۷۲   | میدلسکس          | نیوجرسی          | ۸۰۰٫۰۸                    | ۳۰۸٫۹۱                  | ۸۰۹٬۸۵۸              | ۸۲۹٬۶۸۵                 | ۳۲٬۹۴۰                                   | ۴٫۰۷                               | نیو برانزویک            |
| ۷۳   | مونتگومری        | پنسیلوانیا       | ۱٬۲۵۱٫۰۷                  | ۴۸۳٫۰۴                  | ۷۹۹٬۸۷۴              | ۸۲۸٬۶۰۴                 | ۲۶٬۲۰۱                                   | ۳٫۲۸                               | نوریس‌تاون               |
| ۷۴   | بالتیمور         | مریلند           | ۱٬۵۴۹٫۵۹                  | ۵۹۸٫۳۰                  | ۸۰۵٬۰۲۹              | ۸۲۸٬۴۳۱                 | ۲۷٬۴۳۹                                   | ۳٫۴۱                               | تاوسن                   |
| ۷۵   | همیلتون          | اوهایو           | ۱٬۰۵۱٫۳۰                  | ۴۰۵٫۹۱                  | ۸۰۲٬۳۷۴              | ۸۱۶٬۶۸۴                 | ۱۱٬۴۴۸                                   | ۱٫۴۳                               | سینسیناتی               |
| ۷۶   | اسنوهومیش        | واشینگتن         | ۵٬۴۰۶٫۰۱                  | ۲٬۰۸۷٫۲۷                | ۷۱۳٬۳۳۵              | ۸۱۴٬۹۰۱                 | ۸۸٬۲۹۸                                   | ۱۲٫۳۸                              | اورت                    |
| ۷۷   | مولتنومه         | اورگن            | ۱٬۱۱۷٫۰۵                  | ۴۳۱٫۳۰                  | ۷۳۵٬۳۳۴              | ۸۱۱٬۸۸۰                 | ۷۲٬۲۲۱                                   | ۹٫۸۲                               | پورتلند                 |
| ۷۸   | سافک             | ماساچوست         | ۱۵۰٫۶۲                    | ۵۸٫۱۵                   | ۷۲۲٬۰۲۳              | ۸۰۷٬۲۵۲                 | ۷۵٬۹۱۶                                   | ۱۰٫۵۱                              | بوستون                  |
| ۷۹   | اسکس             | نیوجرسی          | ۳۲۶٫۸۹                    | ۱۲۶٫۲۱                  | ۷۸۳٬۹۶۹              | ۷۹۹٬۷۶۷                 | ۲۴٬۳۱۶                                   | ۳٫۱۰                               | نیوآرک                  |
| ۸۰   | اکلاهما          | اکلاهما          | ۱٬۸۳۵٫۸۳                  | ۷۰۸٫۸۲                  | ۷۱۸٬۶۳۳              | ۷۹۲٬۵۸۲                 | ۶۹٬۳۲۵                                   | ۹٫۶۵                               | اکلاهما سیتی            |
| ۸۱   | اسکس             | ماساچوست         | ۱٬۲۷۵٫۷۳                  | ۴۹۲٫۵۶                  | ۷۴۳٬۱۵۹              | ۷۹۰٬۶۳۸                 | ۴۲٬۰۴۶                                   | ۵٫۶۶                               | سیلم و لارنس            |
| ۸۲   | فورت بند         | تگزاس            | ۲٬۲۹۲                     | ۸۸۵                     | ۵۸۵٬۳۷۵              | ۷۸۷٬۸۵۸                 | ۱۷۹٬۴۵۳                                  | ۳۰٫۶۶                              | ریچماند                 |
| ۸۳   | جفرسون           | کنتاکی           | ۹۸۵٫۲۷                    | ۳۸۰٫۴۲                  | ۷۴۱٬۰۹۶              | ۷۷۰٬۵۱۷                 | ۳۰٬۰۶۲                                   | ۴٫۰۶                               | لوییویل                 |
| ۸۴   | سن ماتئو         | کالیفرنیا        | ۱٬۱۶۱٫۳۷                  | ۴۴۸٫۴۱                  | ۷۱۸٬۴۵۱              | ۷۶۹٬۵۴۵                 | ۵۲٬۹۵۹                                   | ۷٫۳۷                               | ردوود سیتی              |
| ۸۵   | کاب              | جورجیا           | ۸۷۹٫۴۳                    | ۳۳۹٫۵۵                  | ۶۸۸٬۰۷۸              | ۷۵۶٬۸۶۵                 | ۶۷٬۶۷۶                                   | ۹٫۸۴                               | مریتا                   |
| ۸۶   | دیکلب            | جورجیا           | ۶۹۳٫۰۳                    | ۲۶۷٫۵۸                  | ۶۹۱٬۸۹۳              | ۷۵۶٬۵۵۸                 | ۶۱٬۳۶۰                                   | ۸٫۸۷                               | دکیتر                   |
| ۸۷   | لی               | فلوریدا          | ۲٬۰۳۱٫۸۸                  | ۷۸۴٫۵۱                  | ۶۱۸٬۷۵۴              | ۷۵۴٬۶۱۰                 | ۱۲۰٬۴۷۰                                  | ۱۹٫۴۷                              | فورت مایرز              |
| ۸۸   | سن‌واکین          | کالیفرنیا        | ۳٬۶۰۳٫۵۱                  | ۱٬۳۹۱٫۳۲                | ۶۸۵٬۳۰۶              | ۷۵۲٬۶۶۰                 | ۶۰٬۱۱۸                                   | ۸٫۷۷                               | استوکتون                |
| ۸۹   | مونرو            | نیویورک          | ۱٬۷۰۲٫۱۵                  | ۶۵۷٫۲۱                  | ۷۴۴٬۳۴۴              | ۷۴۲٬۴۷۴                 | ۳٬۲۹۸                                    | ۰٫۴۴                               | راچستر                  |
| ۹۰   | دنور             | کلرادو           | ۴۰۱٫۳۶                    | ۱۵۴٫۹۷                  | ۶۰۰٬۱۵۸              | ۷۱۶٬۴۹۲                 | ۱۰۴٬۴۶۳                                  | ۱۷٫۴۱                              | دنور                    |
| ۹۱   | ال پاسو          | کلرادو           | ۵٬۵۰۸٫۳۹                  | ۲٬۱۲۶٫۸۰                | ۶۲۲٬۲۶۳              | ۷۱۳٬۸۵۶                 | ۷۶٬۹۶۹                                   | ۱۲٫۳۷                              | کلرادو اسپرینگز         |
| ۹۲   | پولک             | فلوریدا          | ۵٬۲۰۸                     | ۲٬۰۱۱                   | ۶۰۲٬۰۹۵              | ۷۰۸٬۰۰۹                 | ۸۴٬۳۸۸                                   | ۱۴٫۰۲                              | بارتاو                  |
| ۹۳   | نورفک            | ماساچوست         | ۱٬۰۲۵٫۹۱                  | ۳۹۶٫۱۱                  | ۶۷۰٬۸۵۰              | ۷۰۵٬۳۸۸                 | ۲۹٬۴۷۲                                   | ۴٫۳۹                               | ددهام                   |
| ۹۴   | واشینگتن، دی.سی. | واشینگتن، دی.سی. | ۱۷۷٫۰                     | ۶۸٫۳۴                   | ۶۰۱٬۷۲۳              | ۷۰۲٬۴۵۵                 | ۹۲٬۲۴۹                                   | ۱۵٫۳۳                              | واشینگتن، دی.سی.        |
| ۹۵   | لیک              | ایلینوی          | ۱٬۱۴۹٫۱۰                  | ۴۴۳٫۶۷                  | ۷۰۳٬۴۶۲              | ۷۰۰٬۸۳۲                 | ۵۸                                       | ۰٫۰۱                               | وائوکگان                |
| ۹۶   | جکسون            | میزوری           | ۱٬۵۶۵٫۵۵                  | ۶۰۴٫۴۶                  | ۶۷۴٬۱۵۸              | ۷۰۰٬۳۰۷                 | ۲۴٬۷۳۷                                   | ۳٫۶۷                               | ایندیپندنس و کانزاس‌سیتی |
| ۹۷   | دیویدسن          | تنسی             | ۱٬۳۰۵٫۴۴                  | ۵۰۴٫۰۳                  | ۶۲۶٬۶۸۱              | ۶۹۲٬۵۸۷                 | ۶۴٬۵۶۲                                   | ۱۰٫۳۰                              | نشویل                   |
| ۹۸   | ویل              | ایلینوی          | ۲٬۱۶۷٫۵۸                  | ۸۳۶٫۹۱                  | ۶۷۷٬۵۶۰              | ۶۹۲٬۳۱۰                 | ۱۵٬۱۰۱                                   | ۲٫۲۳                               | جولیت                   |
| ۹۹   | برنالیو          | نیومکزیکو        | ۳٬۰۰۶٫۵۳                  | ۱٬۱۶۰٫۸۳                | ۶۶۲٬۵۶۴              | ۶۷۸٬۷۰۱                 | ۱۴٬۲۰۹                                   | ۲٫۱۴                               | البوکرکی                |
| ۱۰۰  | هادسن            | نیوجرسی          | ۱۱۹٫۶۳                    | ۴۶٫۱۹                   | ۶۳۴٬۲۶۶              | ۶۷۶٬۰۶۱                 | ۵۷٬۳۷۷                                   | ۹٫۰۵                               | جرزی سیتی               |

## نگارخانه

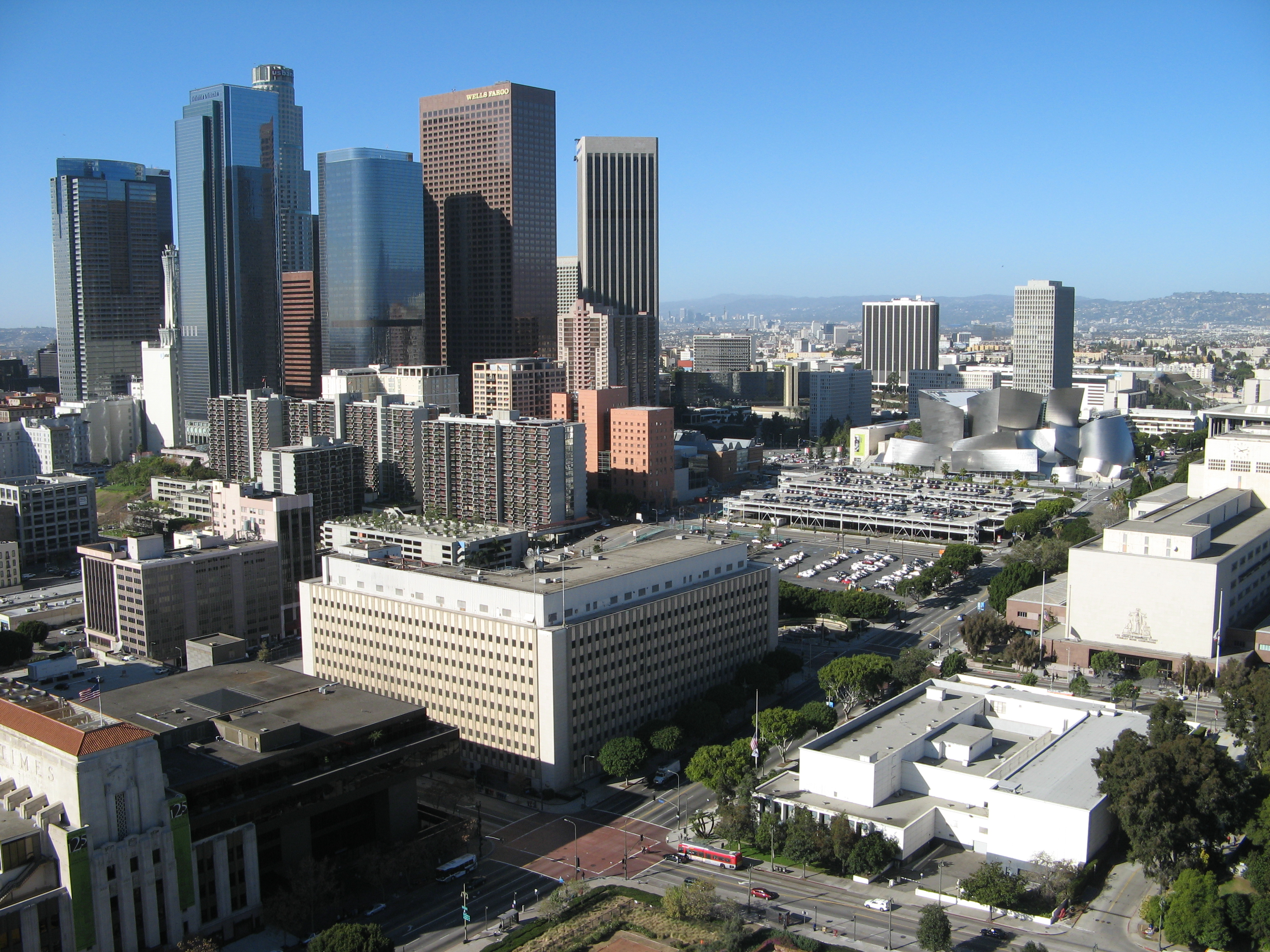
داون‌تاون لس آنجلس مرکز شهرستان لس‌آنجلس پرجمعیت‌ترین شهرستان در ایالات متحده است.
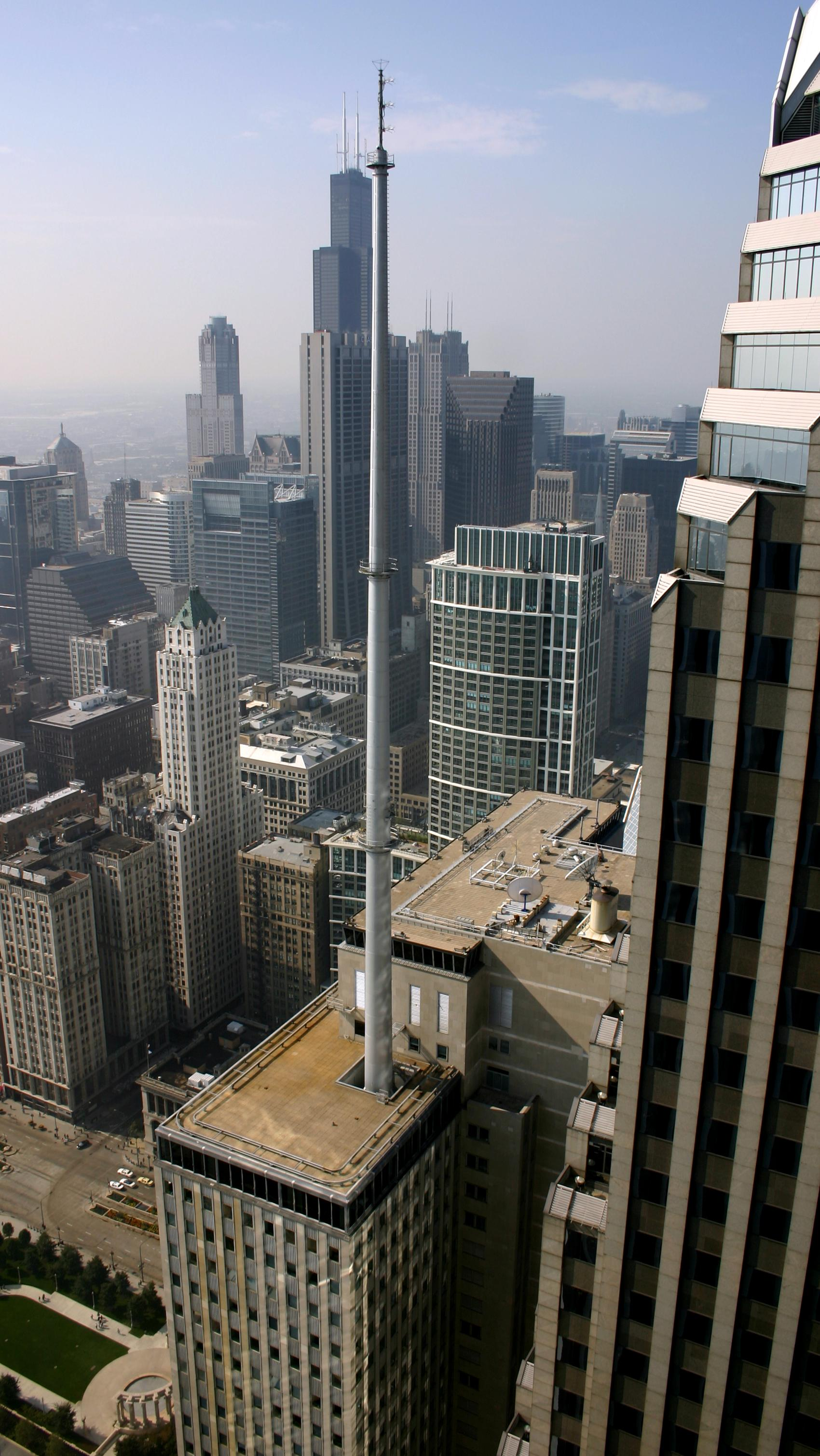
شیکاگو لوپ, در شهرستان کوک دومین شهرستان پرجمعیت در ایالات متحده است.
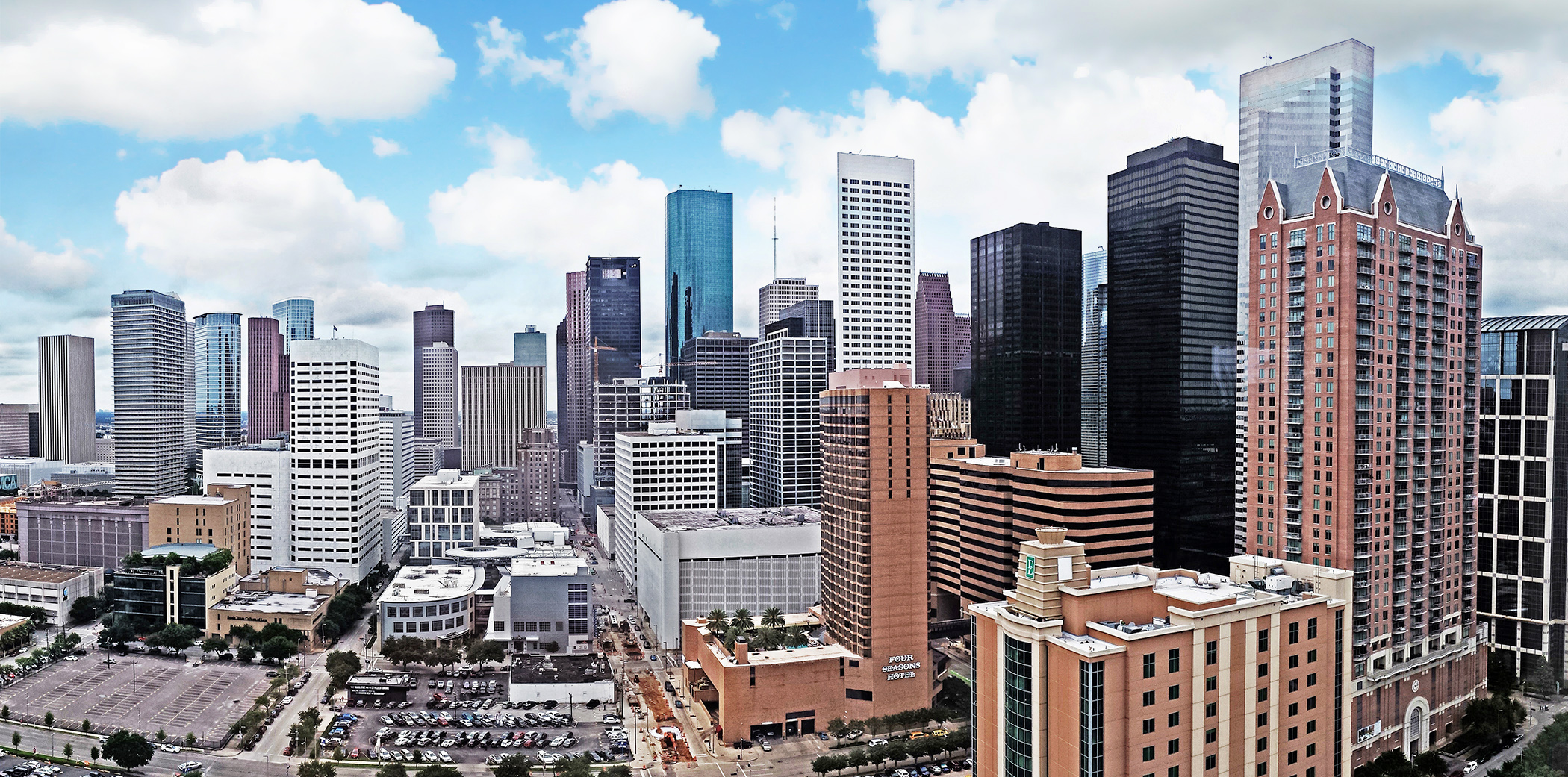
داون‌تاون هوستون در شهرستان هریس سومین شهرستان پرجمعیت در ایالات متحده است.
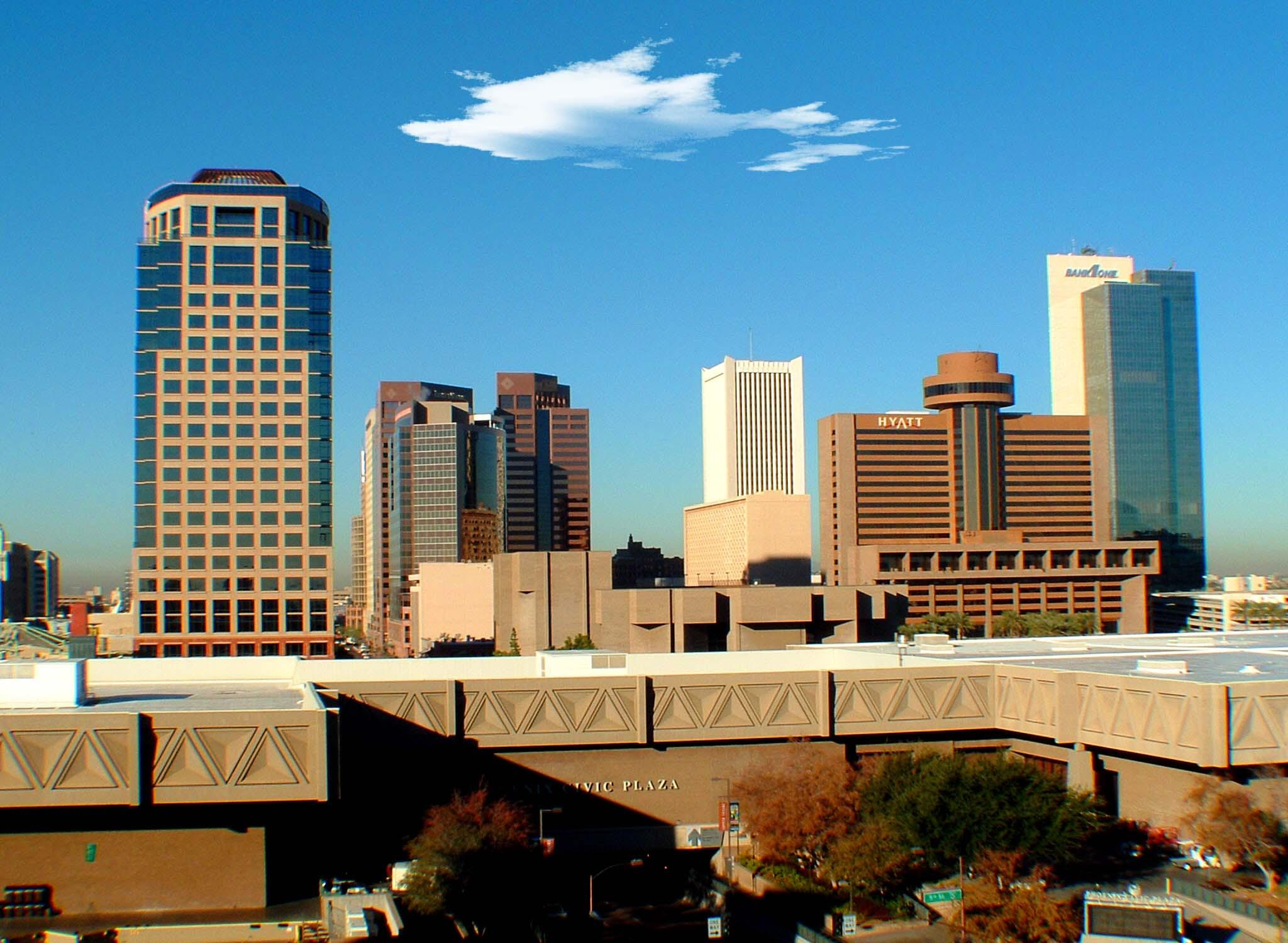
داون‌تاون فینیکس در شهرستان مریکوپا چهارمین شهرستان پرجمعیت در ایالات متحده است.
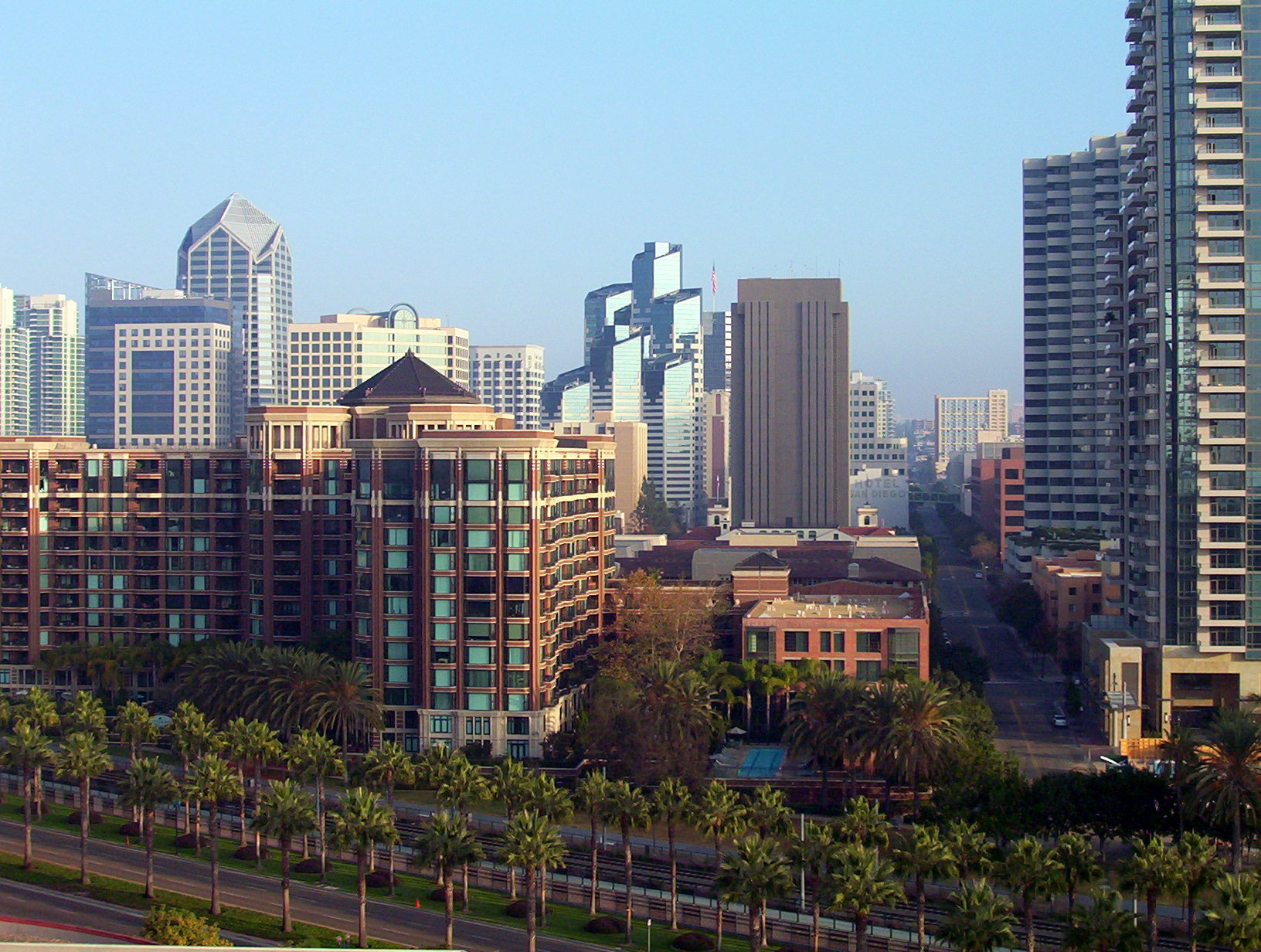
داون‌تاون سن دیگو در شهرستان سن دیگو پنجمین شهرستان پرجمعیت در ایالات متحده است.
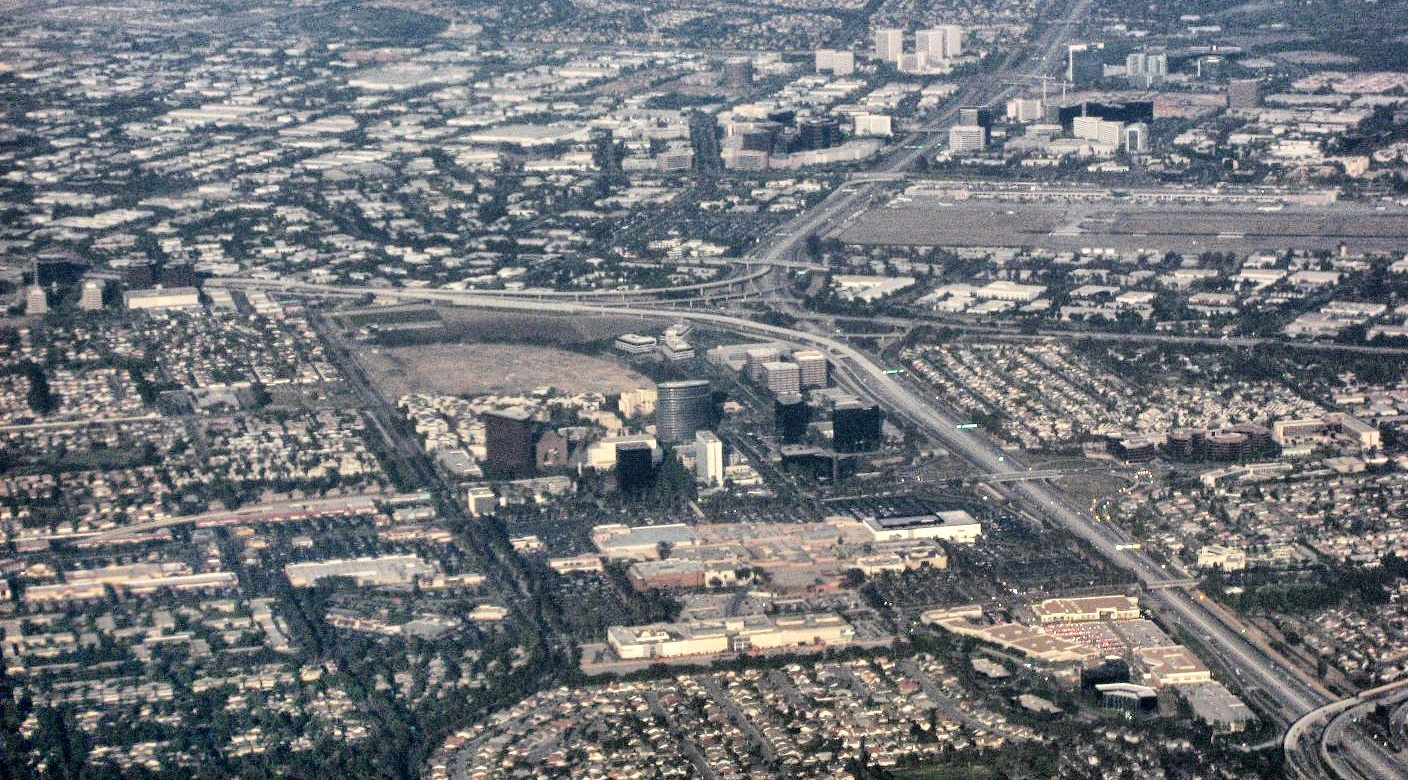
نمای هوایی از شهرستان اورنج ششمین شهرستان پرجمعیت در ایالات متحده است.
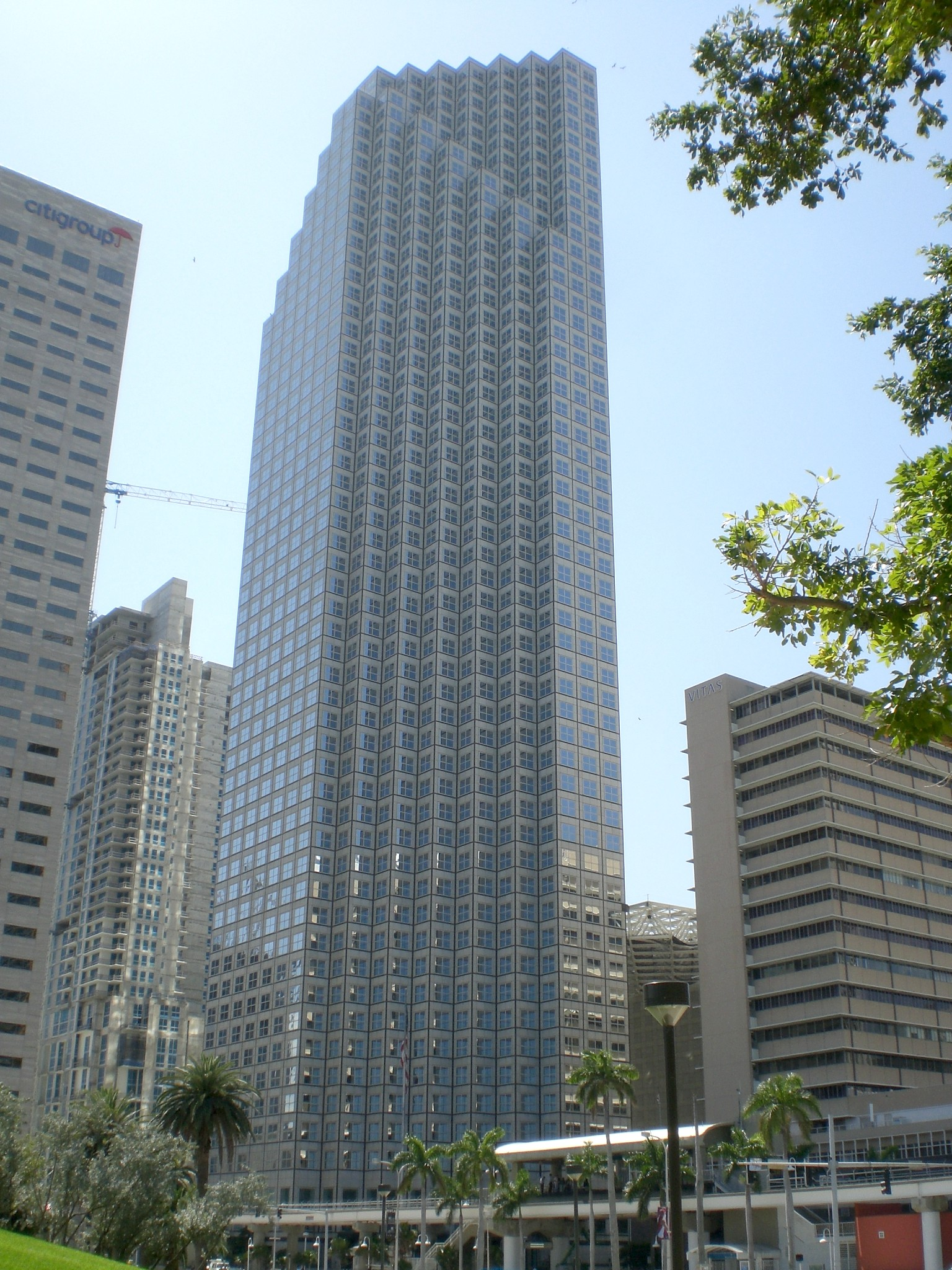
میامی در شهرستان میامی-دید هفتمین شهرستان پرجمعیت در ایالات متحده است.
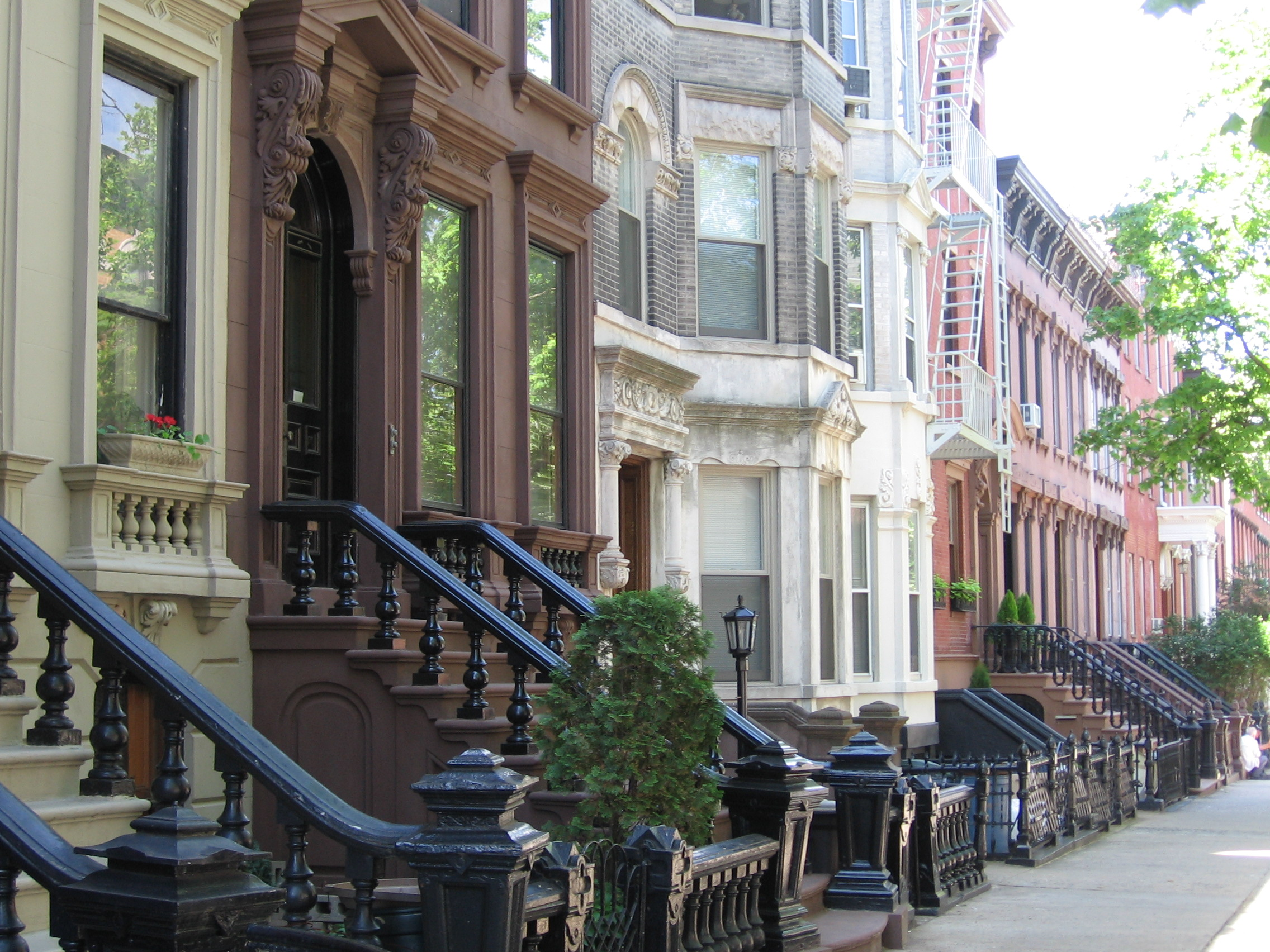
بروکلین در نیویورک هشتمین شهرستان پرجمعیت در ایالات متحده است.